# Standart
Standart é um jornal búlgaro fundado em 1992 com sede na cidade de Sófia. O presidente do conselho de editores é Todor Batkov. O jornal tem uma posição política de esquerda.